# Paion
Paion (in greco Παϊων?) è un ex comune della Grecia nella periferia della Grecia Occidentale (unità periferica dell'Acaia) con 2 759 abitanti secondo i dati del censimento 2001.
È stato soppresso a seguito della riforma amministrativa, detta Programma Callicrate, in vigore dal gennaio 2011 ed è ora compreso nel comune di Kalavryta.

## Località
Paion è suddiviso nelle seguenti località (i nomi dei villaggi tra parentesi):
- Amygdalea
- Chovoli (Ano Chovoli, Kato Chovoli)
- Dafni
- Nasia
- Paos (Paos, Vesini, Dechounaiika, Palaios Paos, Potamia)
- Pefko
- Skotani (Skotani, Agios Georgios)